# Barrage de Çakmak
Le barrage de Çakmak est un barrage en Turquie. La rivière d'Abdal (Abdal Çayı) se jette dans la Mer Noire à côté de la piste de l'aéroport de Samsun à 20 km en aval du barrage. Elle prend sa source à l'ouest du barrage.

## Sources
- (en) www.dsi.gov.tr/tricold/cakmak.htm Site de l'agence gouvernementale turque des travaux hydrauliques